# Блэкстон (приток Провиденса)
Блэкстон (англ. Blackstone River) — река в США, протекающая в Массачусетсе и Род-Айленде. Длина реки — 77 км, площадь водосборного бассейна — 1400 км². В 1990 году Агентство по охране окружающей среды США объявило реку Блэкстон «самой грязной в плане токсичных отложений».
Исток находится около Вустера, в месте слияния рек Миддл-Ривер и Милл-Брук. Впадает в реку Сиконк.

## История

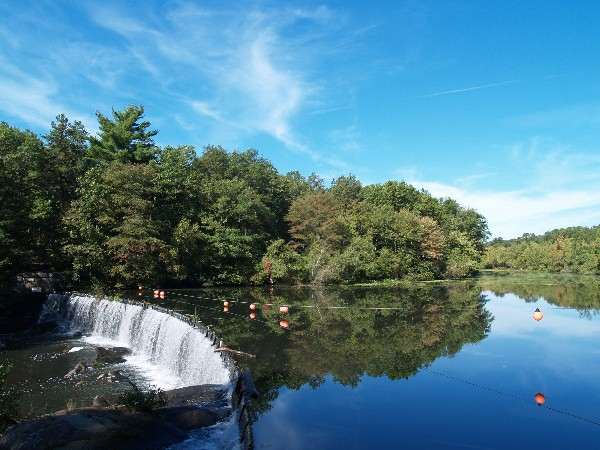
Река Блэкстон

Река была названа в честь Уильяма Блэкстона (англ. William Blackstone) — первого британского поселенца в Новой Англии. Индейцы дали реке название «Киттакак» (англ. Kittacuck; великая приливная река) из-за обилия в ней лосося и миногообразных.
В 1790 году американских промышленник Сэмюэль Слейтер открыл первый хлопчатобумажный комбинат в стране, а источником воды для производства стала река Блэкстон. Позже вдоль русла появились другие комбинаты, что привело к загрязнению пресных вод. В конце XX века река стала основным источником загрязнения залива Наррагансетт.
В августа 1955 года произошло наводнение из-за прорыва плотин: был нанесён серьёзный ущерб городу Вунсокету.
В 1998 году Блэкстон вместе с рекой Вунаскватакет вошли в список рек американского наследия.

## Загрязнение
Из-за активного использования реки в промышленности, она считается одной из самых грязных в США. Уже к 1900 году Министерство здравоохранения Массачусетса опубликовало отчёт: «Департамент считает, что состояние реки Блэкстон является крайне неудовлетворительным на всей территории. И это будет ухудшаться… до тех пор, пока не будут применены эффективные меры по удалению из реки токсичных веществ». В последующие полвека никаких мер не принималось ни со стороны властей штата, ни со стороны федерального правительства. В 1990 году Агентство по охране окружающей среды США объявило реку Блэкстон «самой грязной в плане токсичных отложений».
В реку на протяжении многих лет сбрасывались отходы в виде красителей и тяжёлых металлов после металлообработки.

## Притоки
- Вустерский акведук
- Дороти-Брук
- Кронин-Брук
- Квинсигамонд
- Мамфорд
- Уэст-Ривер
- Эмерсон-Брук
- Бэкон-Брук
- Олдрич-Брук
- Бранч-Ривер
- Фокс-Брук